# Sawadaeuops punctatus
Sawadaeuops punctatus là một loài bọ cánh cứng trong họ Attelabidae. Loài này được Legalov in Legalov & Liu miêu tả khoa học năm 2005.